# Vanir

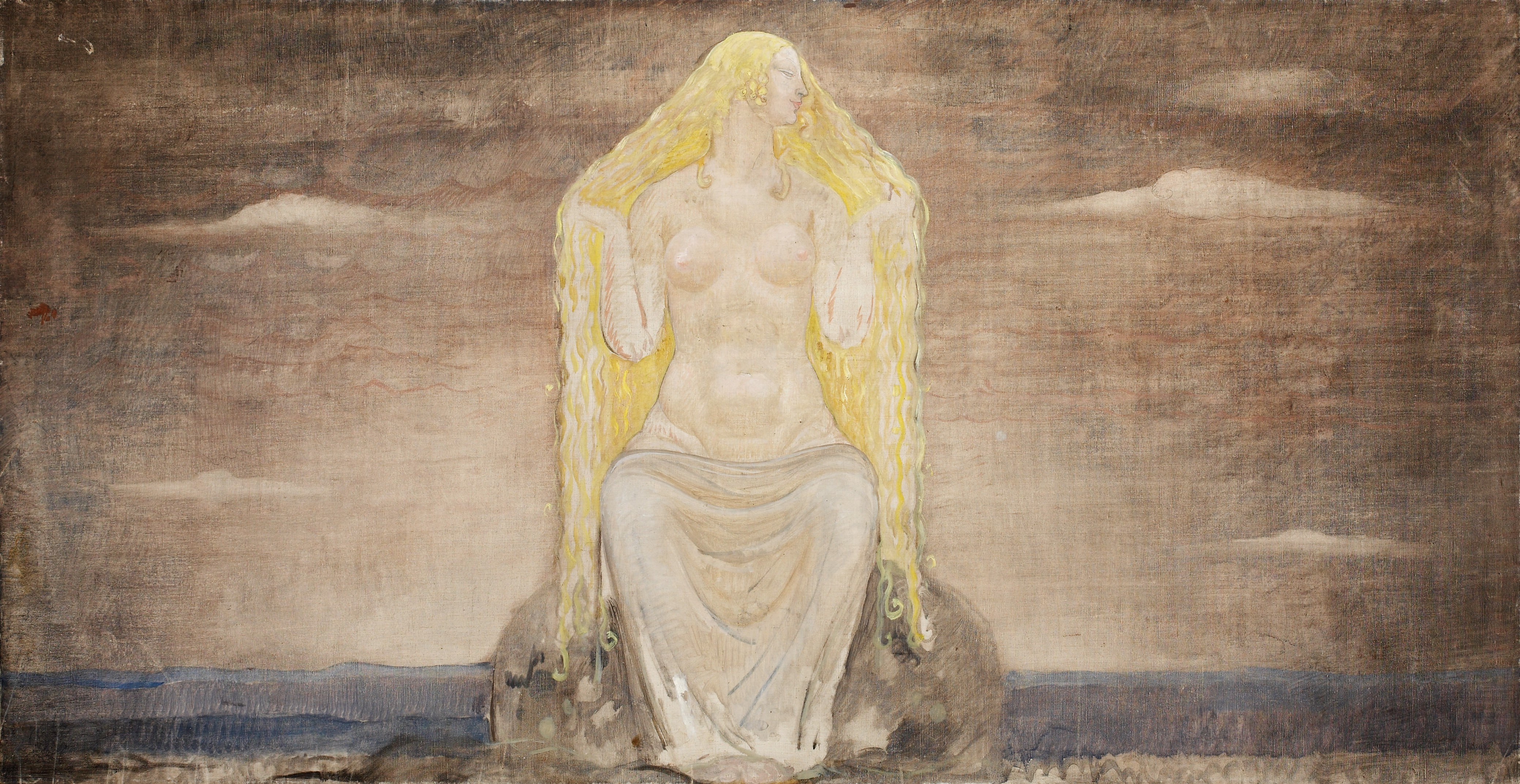
Freyja by John Bauer (1882–1918)

În mitologia nordică Vanir este una din cele două mari familii de zeități, (în dușmănie cu familia Aesir) din care fac parte: Njord, Freyr, Freya, Nanna, Skadi și Hermod. Aceste zeități sunt asociate cu pământul, magia și fertilitatea, reprezentând forțele binevoitoare ale naturii.